# 圣诺尔夫
圣诺尔夫（法語：Saint-Nolff，法語發音：[sɛ̃ nɔlf]）是法国莫尔比昂省的一个市镇，位于该省南部，省会瓦讷市区东北，属于瓦讷区。

## 地理
圣诺尔夫（47°42'13"N, 2°39'6"W）面积25.92 平方千米，位于法国布列塔尼大區莫尔比昂省，该省份为法国西北部沿海省份，位于布列塔尼半岛南部，北起阿摩尔滨海省、西接菲尼斯泰尔省，南濒大西洋，东南接大西洋卢瓦尔省，东临伊勒-维莱讷省。
与圣诺尔夫接壤的市镇（或旧市镇、城区）包括：埃尔旺、特雷夫莱昂、瓦讷、圣阿韦、蒙泰尔布朗、泰克斯-努瓦亚洛。

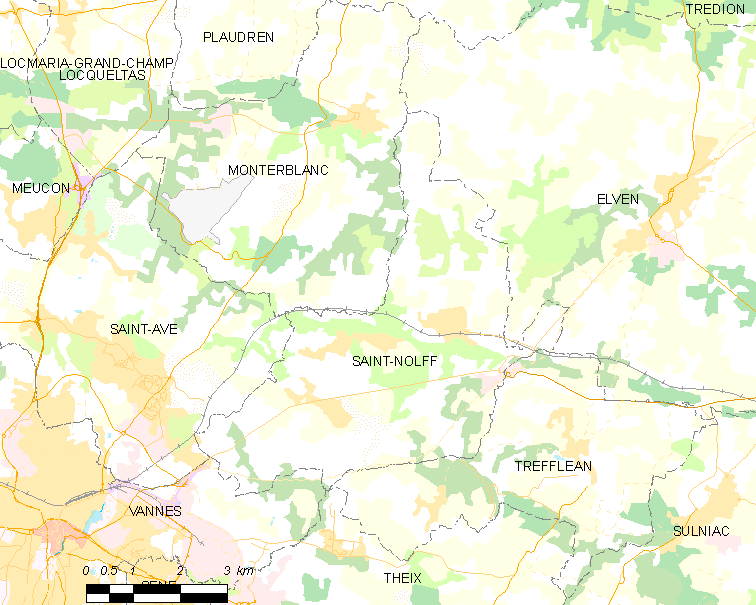
圣诺尔夫的OSM定位图

圣诺尔夫的时区为UTC+01:00、UTC+02:00（夏令时）。

## 行政
圣诺尔夫的邮政编码为56250，INSEE市镇编码为56231。

## 政治
圣诺尔夫所属的省级选区为瓦讷第三县。

## 人口

1962-2008年间圣诺尔夫人口变化图示

圣诺尔夫于2022年1月1日时的人口数量为3952人。